# ラス・カフェテラス
ラス・カフェテラス（Las Cafeteras）
は、イーストロサンゼルスを拠点に活動する7人組のメキシコ系アメリカ人バンド。
21世紀に入ってからのアメリカ合衆国内、特にロサンゼルス地域でのソン・ハローチョ・リバイバルのトレンドを支えるバンドの１つである。

## 来歴
メンバーは2005～2006年頃から地元イーストロサンゼルスのエル・セレノ（英語: El Sereno, Los Angeles）にある自治コミュニティスペースEastside Café（イーストサイド・カフェ）で開催されていた無料講座でソン・ハローチョを学び、その魅力を多くの人達と分かち合おうと、色々な場での演奏活動を開始。
その後、2008年に正式にプロのバンド「ラス・カフェテラス」となる。
メキシコ系アメリカ人という立場から、ベラクルス州の音楽であるソン・ハローチョを解釈し直すような形で、その伝統を継承しつつもソン・ハローチョ音楽に新たな息吹を吹き込み、その魅力を伝える音楽活動を展開している。

## ディスコグラフィー
ここの項目の主要ソース：

### フルアルバム
- It's Time (2012)[3][4]

### ライブアルバム
- L@s Cafeter@s: Live at Mucho Wednesdays (2009)

## メンバー
ここの項目の主要ソース：
- アネッテ・トーレス（Annette Torres）：マリンボル（スペイン語版）、サパテアド
- ダニエル・フレンチ（Daniel French）：ヴォーカル、ハラナ・ハローチャ（英語版）、サパテアド、MC
- ダビドゥ・フローレス（David Flores）：レキント・ハローチョ
- デニセ・カルロス（Denise Carlos）：ヴォーカル、ハラナ・ハローチャ、サパテアド、グロッケンシュピール
- エクトル・フローレス（Hector Flores）：ヴォーカル、ハラナ・ハローチャ、サパテアド
- ホセ・カノ（Jose Cano）：カホン、フルート、レキント・ハローチョ、ハーモニカ
- レア・ロセ・ガジェゴス（Leah Rose Gallegos）：ヴォーカル、キハーダ、サパテアド

なお、「 ソン・ハローチョの使用楽器概略」も参照のこと。